# William Butler Ogden

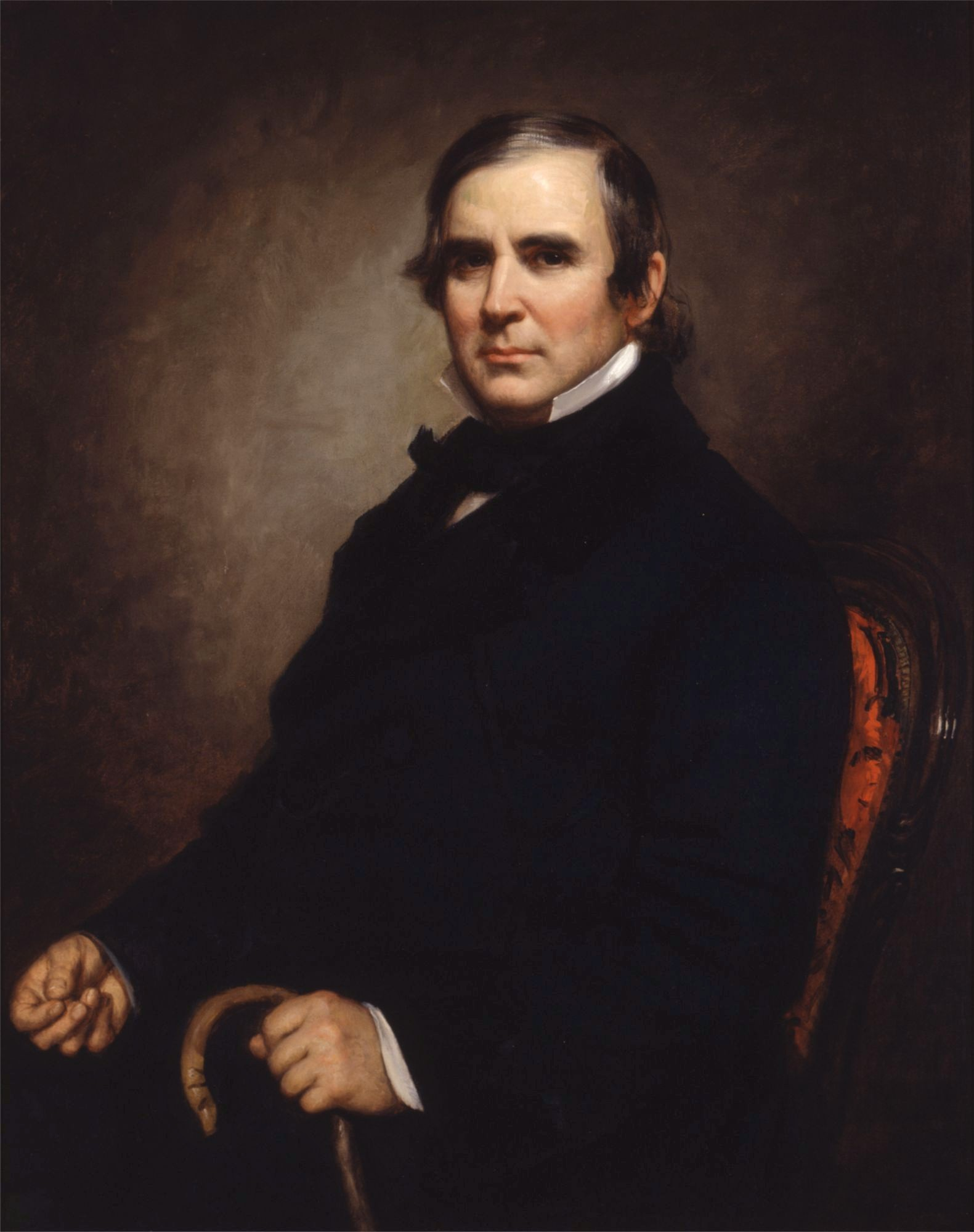
William Butler Ogden

William Butler Ogden (* 15. Juni 1805 in Walton, Delaware County, New York; † 3. August 1877 in New York City) war ein US-amerikanischer Politiker. In den Jahren 1837 und 1838 war er Bürgermeister der Stadt Chicago.

## Werdegang
William Ogden wurde in der kleinen Gemeinde Walton geboren. Noch als Jugendlicher übernahm er nach dem Tod seines Vaters dessen Immobilienfirma. Dabei arbeitete er mit seinem Schwager Charles Butler zusammen. Unter anderem waren sie am Bau eines neuen Gebäudes für die New York University beteiligt. Politisch war Ogden Mitglied der Demokratischen Partei. Im Jahr 1835 saß er für kurze Zeit als Abgeordneter in der New York State Assembly. Noch im selben Jahr kam er nach Chicago, wo er den Verkauf von Land, das sein Schwager aufgekauft hatte, überwachte. Der dabei erzielte Gewinn überzeugte ihn, ab 1836 permanent dort zu bleiben. Dabei war er an der Ausarbeitung der Stadtcharta beteiligt.
Als im Jahr 1837 Chicago offiziell zur Stadt erhoben wurde, wurde William Ogden zu deren erstem Bürgermeister gewählt. Dieses Amt bekleidete er zwischen 1837 und 1838. Sein Hauptinteresse galt dem Ausbau der Infrastruktur der neuen Stadt. Dazu setzte er sich unter anderem für den Bau des Illinois and Michigan Canal ein, in den er auch privat investierte. Für die Finanzierung des Aufbaus der innerörtlichen Infrastruktur musste er städtische Steuern erheben. Als diese nicht ausreichten, beschaffte er sich Geld aus seiner New Yorker Heimat, das seine dortigen Partner in Chicago investierten. Er vertrat auch die Meinung, dass die Wirtschaft und die Regierung eng zusammenarbeiten sollten.
In Chicago wurde Ogden bald ein reicher Mann. Er wurde unter anderem Präsident der Michigan Steam Boat Company und einer lokalen Brauerei. Ferner leitete er das Rush Medical College und stieg in das Bankgewerbe ein. Ogden stellte auch den Baugrund für die Holy Name Cathedral in Chicago zur Verfügung.  Seit 1847 war er im Eisenbahngeschäft. Dabei sah er die Vorteile einer Anbindung der Stadt nicht nur an den Osten, sondern auch an die ländlichen Gebiete im mittleren Westen. Durch die Eisenbahn sollten landwirtschaftliche Produkte leichter in die Stadt transportiert werden. Da die Finanzierung des Projekts ins Stocken geriet, musste er die Eisenbahn mit Hilfe von Anleihen aus der Bevölkerung finanzieren. Im Jahr 1848 begann der Bau der Galena and Chicago Union Railroad, die von Anfang an Gewinne einfuhr und später bis nach Wisconsin erweitert wurde.
In den folgenden Jahren betätigte sich Ogden weiterhin erfolgreich in der Eisenbahnbranche. 1862 wurde er Präsident der Union Pacific Railroad. 1871 erlitt Ogden einen wirtschaftlichen Rückschlag, als durch das große Feuer in Chicago ein Großteil seiner dortigen Besitzungen zerstört wurde. Am selben Tag brannte auch eine ihm gehörende Holzfirma in Wisconsin ab. Allerdings hat er diese Rückschläge finanziell verkraftet. Seit Anfang der 1860er Jahre lebte er in New York City. Dort gehörten bekannte nationale Persönlichkeiten zu seinem Freundeskreis. Politisch war er im Jahr 1860 zu den Republikanern übergetreten, deren Haltung zur Sklaverei er unterstützte. Nach einem Disput mit Präsident Abraham Lincoln über die Emanzipations-Proklamation, die er für verfrüht hielt, verließ er die Partei wieder. Er starb am 3. August 1877 in New York.